# Zahna-Elster
Zahna-Elster − miasto w Niemczech, w kraju związkowym Saksonia-Anhalt w powiecie Wittenberga. Powstało 1 stycznia 2011 z połączenia miasta Zahna i gmin Dietrichsdorf, Elster (Elbe), Gadegast, Leetza, Listerfehrda, Mühlanger, Zemnick i Zörnigall.
29 maja 2013 zgodnie z wyrokiem sądu landu Saksonii-Anhalt, dzielnica miasta Mühlanger stała się ponownie samodzielną gminą. Tym samym powierzchnia miasta zmniejszyła się o 12,21 km², a liczba mieszkańców o 1 374.
1 stycznia 2014 Mühlanger ponownie włączono w granice miasta.

## Zabytki
- Pocztowy słup dystansowy króla Polski Augusta II Mocnego z 1723 w Mühlanger, odnowiony w 1980 roku
- Kościół Krzyża Świętego (romański)
- Kościół w Rahnsdorf (romański)
- Młyny w Zahna i Iserbegka
- Dworzec kolejowy Mühlanger